# Roellia sandbergii
Roellia sandbergii là một loài Rêu trong họ Bryaceae. Loài này được (Holz.) Paris miêu tả khoa học đầu tiên năm 1905.